# La Baume-de-Transit
La Baume-de-Transit este o comună în departamentul Drôme din sud-estul Franței. În 2009 avea o populație de 827 de locuitori.

## Evoluția populației

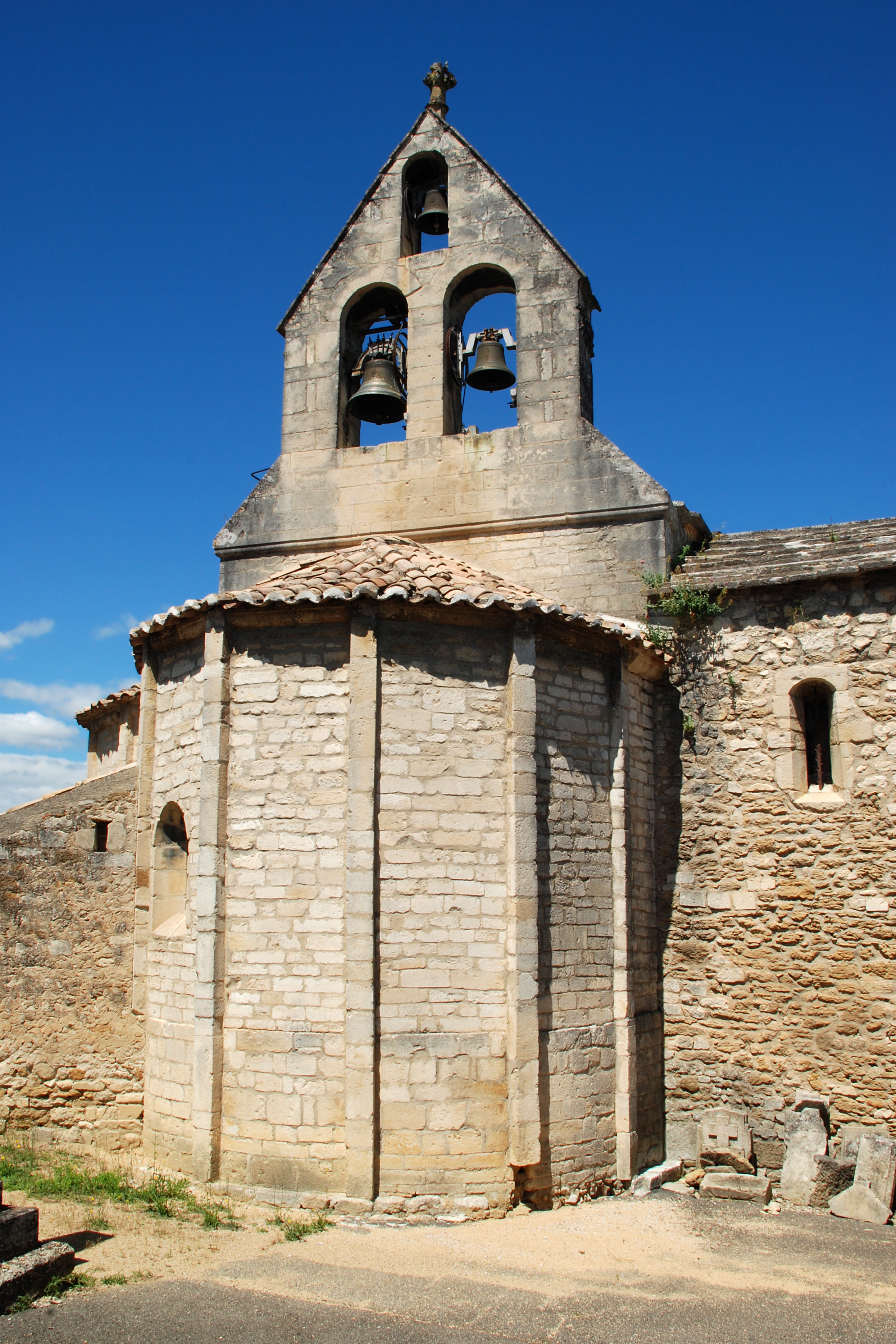
Église Sainte-Croix de La Baume-de-Transit

| An        | 1975 | 1982 | 1990 | 1999 | 2006 | 2009 |
| --------- | ---- | ---- | ---- | ---- | ---- | ---- |
| Populație | 405  | 513  | 614  | 742  | 821  | 827  |